# Antonín Brož (herec)
Antonín Brož (9. září 1895 Kunovice – 29. prosince 1983 Ostrava) byl český herec, režisér a divadelní ředitel.

## Život
Narodil se do početné herecké rodiny Karla a Kateřiny Brožových, jeho nejmladší sestra Marie Brožová byla dlouholetou členkou Divadla na Vinohradech. Od raného mládí poznával život divadelních kočovných společností a byl obsazován do dětských rolí. Absolvoval varhanické oddělení brněnské Státní konzervatoře (1912–1915), v období první světové války nejprve sloužil u vojenské hudby, v posledním válečném roce pracoval jako dělník oslavanského cukrovaru.
Své první profesionální angažmá nastoupil v činoherním souboru Národního divadla v Brně (1918–1922), následně řadu let působil v Ostravě (činoherní a operetní herec, režisér 1922–1941, 1945–1946, 1954–1963, pohostinsky zde vystupoval do roku 1967), Praze (herec Uranie 1941–1944, Divadlo 5. května 1945), Českém Těšíně (herec, režisér, ředitel, zakladatel operetního souboru 1946) a v Opavě (herec, režisér 1947–1953).
Na divadelních scénách se zpočátku uplatnil jako milovník, postupem času se však jeho doménou staly charakterní postavy domácího i světového repertoáru. Zejména v období svého ostravského působení kromě vlastního oboru byl příležitostným jevištním výtvarníkem, komponoval scénickou hudbu, ztvárnil kolem sedmdesáti operetních a několik epizodních operních rolí. Herecky spolupracoval jen příležitostně s rozhlasem, podílel se na vzniku čtyř filmů, v roce 1959 mu byl udělen titul zasloužilý umělec. Přispíval také do oblastních periodik, část jeho pamětí a herecký profil jsou zachyceny v knize memoárů jeho sestry Růženy Byla jsem kočovnou herečkou i královnou (krásy) (2010), kterou uspořádala její vnučka Kateřina Bečková.

## Divadelní role, výběr

### Národní divadlo moravsko-slezské Ostrava
- 1922 J. Vrchlický: Rabínská moudrost, malíř Spranger, režie Alexandr Kantor
- 1923 J. K. Tyl: Tvrdohlavá žena, Kuba, režie Václav Jiřikovský
- 1924 G. B. Shaw: Svatá Jana, La Hire, režie Karel Prox (ve stejné roli v nastudování Radima Kovala z roku 1965 j. h.)
- 1925 Matěj A. Šimáček: Jiný vzduch, Prokop, režie Drahoš Želenský
- 1926 G. B. Shaw: Živnost paní Warrenové, Frank Gardner, režie Antonín Rýdl (ve stejné roli v dalším nastudování Miloše Nového z roku 1928)
- 1927 Molière: Lakomec, Kleant, režie Alexandr Kantor
- 1928 W. Shakespeare: Sen noci svatojánské, Demetrius, režie Miloš Nový
- 1929 G. B. Shaw: Pekelník, pastor Anderson, režie František Paul
- 1930 J. Hašek, Antonín Fencl (dramatizace): Dobrý voják Švejk, nadporučík Lukáš, režie Jiří Myron
- 1931 J. Strauss: Netopýr, notář Falke, režie Jaroslav Skála
- 1932 J. W. Goethe: Faust, Wagner, režie Jan Škoda
- 1933 F. Werfel: Království boží v Čechách, Prokop Veliký, režie Jan Škoda
- 1934 R. Medek: Jiří Poděbradský, titulní role, režie Jan Škoda
- 1934 Arnošt Dvořák: Husité, Prokop Veliký, režie Jan Škoda
- 1935 W. Shakespeare: Julius Caesar, Decius, režie Jan Škoda (v nastudování Radima Kovala z roku 1964 obsazen do role Popilia Leny j. h.)
- 1935 E. O'Neill: Smutek sluší Elektře, Adam Brant, režie Jan Škoda
- 1936 A. N. Ostrovskij: Jegor Bulyčov a ti druzí, pop Pavlin, režie Jan Škoda
- 1937 K. Čapek: Bílá nemoc, Maršál, režie Antonín Kurš
- 1937 Lope de Vega: Vzbouření na vsi, Estéban, režie Antonín Kurš
- 1937 W. Shakespeare: Král Lear, Gloster, režie Jan Škoda
- 1938 K. Čapek: Matka, Otec, režie Antonín Kurš
- 1939 J. Vrchlický, Z. Fibich: Námluvy Pelopovy, Oinomaos, režie Karel Konstantin
- 1940 F. Kožík: Shakespeare, Marlowe, režie Karel Konstantin

### České divadlo moravskoostravské Ostrava
- 1941 Z. Winter, Z. Štěpánek: Nezbedný bakalář, titulní role, režie Jiří Myron
- 1941 Aldo de Benedetti: Třicet vteřin lásky, generál Siriani, režie Jiří Myron

### Zemské divadlo v Ostravě
- 1945 A. Jirásek: Gero, Rothulf, režie Miloš Wasserbauer
- 1946 R. Walter: Pana Dačického trest a kšaft, titulní role, režie Karel Šálek
- 1946 F. Sokol-Tůma : Staříček Holuša, Stypa, režie Jiří Myron

### Státní divadlo v Ostravě
- 1954 L. Stroupežnický: Naši furianti, Filip Dubský, režie Jiří Dalík
- 1955 Milan Jariš: Boleslav I., Dobeš, režie Jiří Dalík
- 1956 Sofoklés: Oidipus vladař, Korinťan, režie Miloš Hynšt
- 1957 W. Shakespeare: Sen noci svatojánské, Poříz, Karel Dostal j. h.
- 1958 J. K. Tyl: Jan Hus, Petr Angeli, Stanislav Vyskočil
- 1959 O. Wilde: Ideální manžel, lord Caversham, režie Miloš Horanský
- 1960 J. Drda: Dalskabáty, hříšná ves aneb Zapomenutý čert, Belzebub, režie Aleš Podhorský j. h.
- 1961 B. Brecht: Žebrácká opera, Eda, režie Miloš Horanský
- 1962 W. Shakespeare: Richard III., Robert Brakenbury, režie Radim Koval
- 1963 K. Čapek, P. Kohout (dramatizace): Válka s mloky, Ebbigham, Volavka, Van Dott, režie Miloš Horanský
- 1964 P. Karvaš: Velká paruka, De Born (j. h.), režie Josef Palka
- 1966 K. Čapek: R.U.R., 3. robot (j. h.), režie Miloš Švarc j. h.

### Lidové divadlo Uranie Praha
- 1941 J. Neruda, F. Götz (dramatizace): Malostranská humoreska, Bohouš Provazník, režie Antonín Klimeš
- 1942 J. Hilbert: Jejich štěstí, Karel Lanský, režie Antonín Klimeš
- 1943 Karel Krpata: Zámecká fortuna, Vojtěch z Pernštejna, režie Antonín Klimeš
- 1944 M. Jahnová, H. H. Ortner: Milenka, císař František I., režie Antonín Klimeš

### Divadlo 5. května Praha
- 1945 Alexandr S. Serafimovič: Železný potok, Bělousov, režie Antonín Kurš

### Slezské národní/oblastní divadlo Opava
- 1947 K. Čapek: R.U.R., Alquist, režie Oskar Linhart
- 1947 J. Steinbeck: O myších a lidech, Crooks, režie Oskar Linhart
- 1949 Leonid Rachmanov: Neklidné stáří, Zabělin, režie Josef Pospíšil
- 1950 M. Stehlík: Mordová rokle, Vojtěch, režie Josef Pospíšil
- 1951 J. K. Tyl: Jan Hus, Štěpán Páleč, režie Vítězslav Bartoš
- 1952 A. Zápotocký, Jaroslav Nezval (dramatizace): Bouřlivý rok, Zápotocký, režie Josef Pospíšil
- 1953 J. K. Tyl: Paličova dcera, Kolínský, režie Radúz Chmelík
- 1954 Jurij Burjakovskij: Praha zůstane má, Pešek, režie Radúz Chmelík

## Divadelní režie, výběr
- 1939 K. J. Erben, Růžena Brožová-Opravilová: Rozum a štěstí, Národní divadlo moravsko-slezské Ostrava
- 1939 P. Cornelius: Lazebník bagdadský, Národní divadlo moravsko-slezské Ostrava
- 1940 R. Brožová-Opravilová: Tři přadleny, Národní divadlo moravsko-slezské Ostrava
- 1946 J. Neruda, František Götz (dramatizace): Malostranská humoreska, Divadlo těšínského Slezska Český Těšín
- 1946 J. Mahen: Ulička odvahy, Divadlo těšínského Slezska Český Těšín
- 1948 Molière: Jíra Danda, Slezské národní divadlo Opava
- 1949 J. Zeyer: Radúz a Mahulena, Slezské národní divadlo Opava

## Filmografie
- 1942 Zlaté dno (J. Nový)
- 1942 Muži nestárnou (továrník Krutina)
- 1944 Paklíč (ředitel hotelu)
- 1952 Únos (děkan)